# Tobias Weindorf

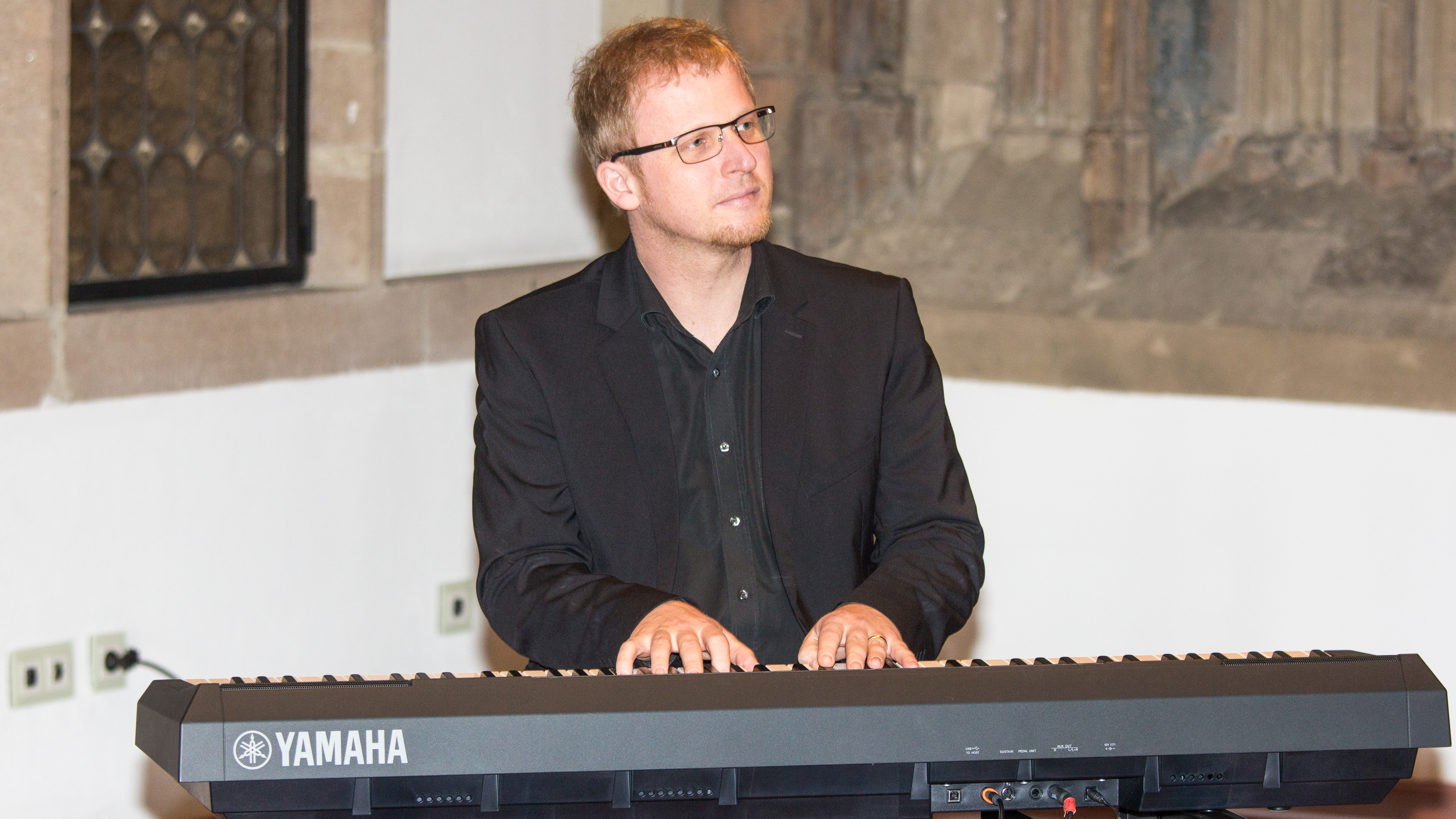
Tobias Weindorf, 2017

Tobias Weindorf (* 29. Juni 1980 in Lüdenscheid) ist ein deutscher Jazzmusiker (Piano, Komposition).
Weindorf erhielt eine klassische Klavierausbildung. Durch die Big Band der Musikschule und die Teilnahme an verschiedenen Workshops entdeckte er sein Interesse an Jazz. Sein Studium absolvierte er an der Hochschule für Musik und Tanz Köln bei John Taylor und Hubert Nuss. In dieser Zeit gehörte er zudem zum Bundesjazzorchester unter Leitung von Peter Herbolzheimer.
Mit seiner Frau Kristina Brodersen gründete er 2008 das Brodersen-Weindorf Quartett, das bisher drei Alben veröffentlichte, zuletzt 2021 Parabel. Außerdem erschienen die im Duo mit Brodersen eingespielte Alben Rabaneo (beim Label Ajazz 2015) und Habakuk (bei Jazzsick 2022). Mit seinem Trio, zu dem Gunnar Plümer und Peter Weiss gehören, veröffentlichte er 2017 das Album Stories to Be Told (ebenfalls bei Jazzsick). Weiterhin spielte er u. a. mit Ack van Rooyen, Fay Claassen, Thomas Stabenow, Paul Heller, François de Ribaupierre, Matthias Bergmann, Tom Gäbel, der Atlanta Jazzband, dem Cologne Contemporary Jazz Orchestra, der Frankfurt Jazz Bigband und der Rheinischen Philharmonie Koblenz.